# Hilma Svedal
Hilma Svedal, født Carlsson-Wounsch (også skrevet som Carlsson-Wunsch), (2. oktober 1870 – 2. juli 1965) var en svensk-amerikansk guldgraver. Hun grundlagde den svenske kulturhave og park Alaska (sv) udenfor Strömstad.

## Biografi

### Tidlige år, emigration
Hilma Svedal voksede op i et fiskerhjem i det nordlige Bohuslän. I søskendekredsen var hun den ældste af syv søstre; desuden havde hun tre ældre brødre. Som ung skulle Svedal både hjælpe sin mor derhjemme og sin far med fiskeriet. Familien boede på Syd-Hällsö, den vestlige naboø til Norra Långön i Strömstads nordlige skærgård. Senere tog hun arbejde på et sildesalteri og som stuepige. Hun gik på folkehøjskole på Blomsholm.
I foråret 1897 emigrerede hun til Nordamerika. Hun rejste som tredjeklasses passager på S/S Norway fra Kristiania til New York, hvor hun i fire år arbejdede som stuepige i forskellige familier.
Derefter rejste hun vestpå, først med tog til Sacramento og derefter med diligence til Portland, Oregon. Hun var blevet tiltrukket af historierne om guldfeberen i Klondike i Alaska og besluttede at søge lykken der. Fra Seattle tog hun en båd til Skagway i det sydlige Alaska. Derfra tog hun til den kanadiske Dawson City på Yukonfloden via tog og hjuldamper.

### Livet i Alaska
I tiden i Alaska/Yukon arbejdede hun både som kok og konditor for guldgraverne, som ofte betalte i guldsand. Desuden vaskede/gravede hun guld på sin egen hånd eller sammen med andre.
I Dawson City slog hun sig sammen med nogle unge fra Irland og gik sammen med dem ned ad floden. Efter et par måneder nåede de guldminelejren Ruby. Derfra fortsatte hun alene med en pistol i hånden mod Ishavets kyst, hvor de rigeste aflejringer ville blive fundet.
Hilma Svedal levede ofte primitivt i telt. I løbet af sin tid i Alaska boede hun af og til i [[Nome (Alaska]|Nome]] og Nenana.
Hun mødte guldgraveren John Svedal fra Trondheim, som hun blev gift med i 1912. Sammen besøgte de Sverige i 1912 og 1925. Hun havde da arvet sin tiendedel af Norra Långön efter sin far og ægtefællerne Svedal slog sig ned i telt på hendes grund på øen. John Svedal trivedes dog ikke i Sverige og vendte tilbage til USA, mens Hilma Svedal blev i Sverige.
Hilma Svedal bragte noget af det guld, hun fandt i Alaska, til Sverige.

### Alaska i Bohuslän
På sin arvelod, en tiendedel af Norra Långön, begyndte hun i en alder af 60 år at bygge sit livsværk - turistseværdigheden Alaska med anlægsarbejderne i Nordamerika og Japanske haver i San Francisco som inspirationskilder. Hun begyndte byggeriet i slutningen af 1920'erne og afsluttede byggeriet ti år senere. I begyndelsen af 1930'erne modtog hun de første gæster. Sten og snegleskaller blev hentet fra naboøerne og cementen blev købt i Strömstad.
En række forskellige bygninger og havedele blev opført i området, de fleste af dem i sten eller beton og med en stor mængde blomstrende planter. På en klippeafsats lige syd for haveanlægget blev Vindens tempel opført, og længere ind på øen i 1935 blev Golden Gate opført - to år før hængebroen blev rejst over Golden Gate strædet i Californien. Idéen til dette byggeri og til kroen "Golden Inn" er formentlig taget fra det tre år lange besøg hos sin søster Justina i San Francisco i årene 1930-1933.
Hilma Svedal tog sig af anlægget i Alaska indtil 1946. Derefter, 76 år gammel, overlod hun anlægget til sin nevø Johan Carl Lundberg, mens hun selv flyttede ind i et hus på fastlandet nær Strömstad. < ref name=":0" />